# Apple Records
Apple Records ist ein Musiklabel. Es wurde 1968 von den Mitgliedern der Band The Beatles gegründet und gehörte als Unterabteilung zu Apple Corps. Das Logo des Labels ist ein Apfel der Sorte Granny Smith.

## Labelgeschichte
Die Beatles waren zum Zeitpunkt der Gründung vertraglich an Parlophone bzw. EMI (in Großbritannien), an Capitol Records (in den USA) und an Odeon Records in Deutschland (im Vertrieb der EMI) gebunden. In einem neuen Vertrag einigte man sich darauf, dass EMI und Capitol bis zum Jahr 1975 den Vertrieb für das Unternehmen Apple Records, das Ende der 1960er Jahr, als sich die Auflösung der Beatles anbahnte, geschäftliche Probleme hatte, übernehmen würden. Die Rechte aller Veröffentlichungen der Beatles auf ihrem Apple-Label blieben bei EMI. Apple Records würde nur die Rechte für jene Künstler besitzen, die das Label unter Vertrag nahm.
Zu den Künstlern, die von Apple Records, dessen Chef 1972 noch Ronald „Ron“ Kass war, einen Vertrag erhielten und von Paul McCartney produziert wurden, gehörten Badfinger, Mary Hopkin, James Taylor, Billy Preston, Jackie Lomax, Ravi Shankar sowie das Modern Jazz Quartet. Außerdem erschienen bis 1975 auch die Solo-Veröffentlichungen der Beatles auf dem Apple-Label bzw. auf dem experimentellen Sublabel Zapple Records.

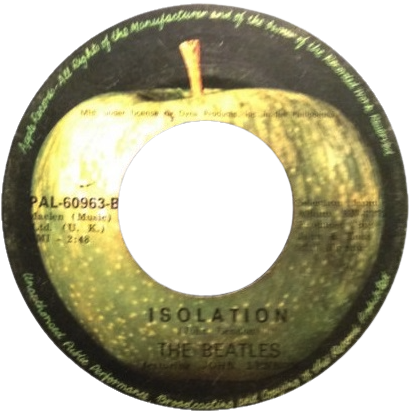
A-Seite

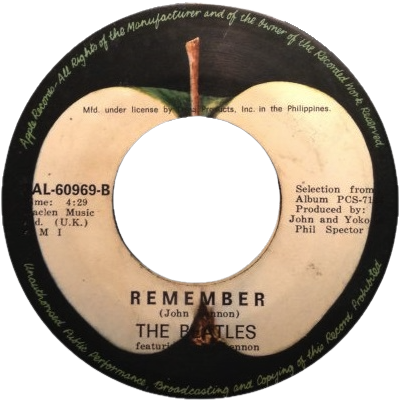
B-Seite

Der erste Beatles-Tonträger, der auf dem Apple-Label erschien, war die Single Hey Jude (August 1968). Das erste Album des Labels war George Harrisons Soloprojekt Wonderwall Music (1. November 1968), die Musik zum Film Wonderwall. Kurz darauf – am 11. November 1968 – folgte die Veröffentlichung des ersten gemeinsamen Albums von John Lennon und Yoko Ono, Unfinished Music No.1: Two Virgins. Die erste LP der Beatles, die das Apple-Logo trug, inspiriert durch ein Gemälde von René Magritte, das McCartney gekauft hatte, war das sogenannte Weiße Album, das am 22. November 1968 erschien. Der grüne Granny-Smith-Apfel war dann auf den A-Seiten vollständig, auf den B-Seiten durchgeschnitten dargestellt.

## Diskografie
Alben
- SAPCOR 01 – George Harrison: Wonderwall Music
- SAPCOR 02 – John Lennon & Yoko Ono: Unfinished Music No.1: Two Virgins
- SAPCOR 03 – James Taylor: James Taylor
- SAPCOR 04 – Modern Jazz Quartet: Under the Jasmine Tree
- SAPCOR 05 – Mary Hopkin: Postcard
- SAPCOR 06 – Jackie Lomax: Is This What You Want?
- SAPCOR 07 – Delaney & Bonnie: The Original Delaney & Bonnie (nur Promopressungen; später unter dem Titel Accept No Substitute bei Elektra Records veröffentlicht)
- SAPCOR 08 – The Iveys: Maybe Tomorrow
- SAPCOR 09 – Billy Preston: That’s The Way God Planned It
- SAPCOR 10 – Modern Jazz Quartet: Space
- SAPCOR 11 – John Lennon & Yoko Ono: Wedding Album
- SAPCOR 12 – Badfinger: Magic Christian Music
- SAPCOR 13 – Doris Troy: Doris Troy
- SAPCOR 14 – Billy Preston: Encouraging Words
- SAPCOR 15 – John Tavener: The Whale
- SAPCOR 16 – Badfinger: No Dice
- SAPCOR 17 – Yoko Ono/Plastic Ono Band: Yoko Ono/Plastic Ono Band
- SAPCOR 18 – Radha Krsna Temple: Radha Krishna Temple
- SAPCOR 19 – Badfinger: Straight Up
- SAPCOR 20 – John Tavener: Celtic Requiem
- SAPCOR 21 – Mary Hopkin: Earth Song – Ocean Song
- SAPCOR 22 – Elephant’s Memory: Elephant’s Memory
- SAPCOR 23 – Mary Hopkin: Those Were the Days
- SAPCOR 24 – Verschiedene: Phil Spector's Christmas Album
- SAPCOR 25 – Lon & Derrek Van Eaton: Brother
- SAPCOR 26 – Yoko Ono: Feeling the Space
- SAPCOR 27 – Badfinger: Ass
- SAPCOR 28 – Badfinger: The Best of Badfinger
- ZAPPLE 1 0 – John Lennon & Yoko Ono: Unfinished Music No. 2: Life with the Lions
- ZAPPLE 2 0 – George Harrison: Electronic Sound

„APCOR“ beziehungsweise „SAPCOR“ sowie „ZAPPLE“ sind Teile der Katalognummern der Tonträger. „APCOR“ steht für eine Veröffentlichung auf dem Label Apple Records. Das vorangestellte „S“ zeigt an, dass es sich um die Stereoversion handelt. „ZAPPLE“ steht entsprechend für die Veröffentlichung auf dem Unterlabel Zapple Records.